# Thyridorhoptrum senegalense
Thyridorhoptrum senegalense är en insektsart som först beskrevs av Krauss 1877.  Thyridorhoptrum senegalense ingår i släktet Thyridorhoptrum och familjen vårtbitare. Inga underarter finns listade i Catalogue of Life.